# Bedrijfschap Afbouw
Het Bedrijfschap Afbouw was een publiekrechtelijke organisatie die de belangen van zowel de ondernemers als de werknemers in de afbouwbranche in Nederland behartigde. Iedere onderneming in de afbouw was verplicht bij het Bedrijfschap Afbouw aangesloten.
Het bestuur van het Bedrijfschap Afbouw bestond uit afgevaardigden van ondernemers- en werknemersorganisaties in de afbouwbranche. Deze zogeheten dragende organisaties waren de Nederlandse Ondernemersvereniging voor Afbouwbedrijven (NOA) en de werknemersverenigingen FNV Bouw en CNV Hout en Bouw.
Het Bedrijfschap Afbouw werd opgeheven vanaf 1 januari 2015 vanwege een wetswijziging en vervangen door het TBA (Technisch bureau Afbouw). 